# UFO (phim 2022)
UFO là bộ phim Thổ Nhĩ Kỳ năm 2022 có liên quan đến chủ đề UFO của đạo diễn Onur Bilgetay, do Meryem Gültabak viết kịch bản và có sự tham gia diễn xuất của dàn diễn viên İpek Filiz Yazıcı, Mert Ramazan Demir và Ferit Aktuğ. Bộ phim được phát hành vào ngày 23 tháng 2 năm 2022 trên Netflix.

## Cốt truyện
Phim nói về chàng vận động viên xe đạp tên là Ese muốn trở thành nhà vô địch khu vực và cô người yêu tên là Deniz với niềm tin rằng một ngày nào đó mình sẽ bị UFO bắt cóc rời khỏi thế gian, cả hai người bọn họ đều sống cuộc đời riêng biệt ở Adana. Bắt nguồn từ sự hồi hộp tuổi trẻ đôi lứa, Deniz và Ese đã yêu nhau ngay từ cái nhìn đầu tiên khi họ vừa tình cờ gặp mặt. Tình yêu tuyệt vời này đã mang hai thế giới khác biệt đến với nhau. Ese dự định chuẩn bị cho cuộc đua cuối cùng với sự giúp đỡ từ tình yêu của anh dành cho Deniz, và cô ấy sẽ khám phá ra sự thực của mình, nhờ vào niềm đam mê trong mắt bạn trai. Và rồi một chiếc UFO đột ngột xuất hiện trên không trung đã làm xáo trộn và thay đổi vĩnh viễn cuộc đời của đôi bạn trẻ này từ đây.

## Diễn viên
- İpek Filiz Yazıcı
- Mert Ramazan Demir
- Ferit Aktuğ
- Nilsu Yılmaz
- Elif Çakman
- Cemile Çiğdem Canyurt
- Eda Akalın
- Mekin Sezer
- Enes Küllahçi
- Kerem Alp Kabul